# Bernac (Charente)
Bernac – miejscowość i gmina we Francji, w regionie Nowa Akwitania, w departamencie Charente.
Według danych na rok 1990 gminę zamieszkiwały 433 osoby, a gęstość zaludnienia wynosiła 51 osób/km² (wśród 1467 gmin regionu Poitou-Charentes Bernac plasuje się na 602. miejscu pod względem liczby ludności, natomiast pod względem powierzchni na miejscu 916.).